# ABN Amro

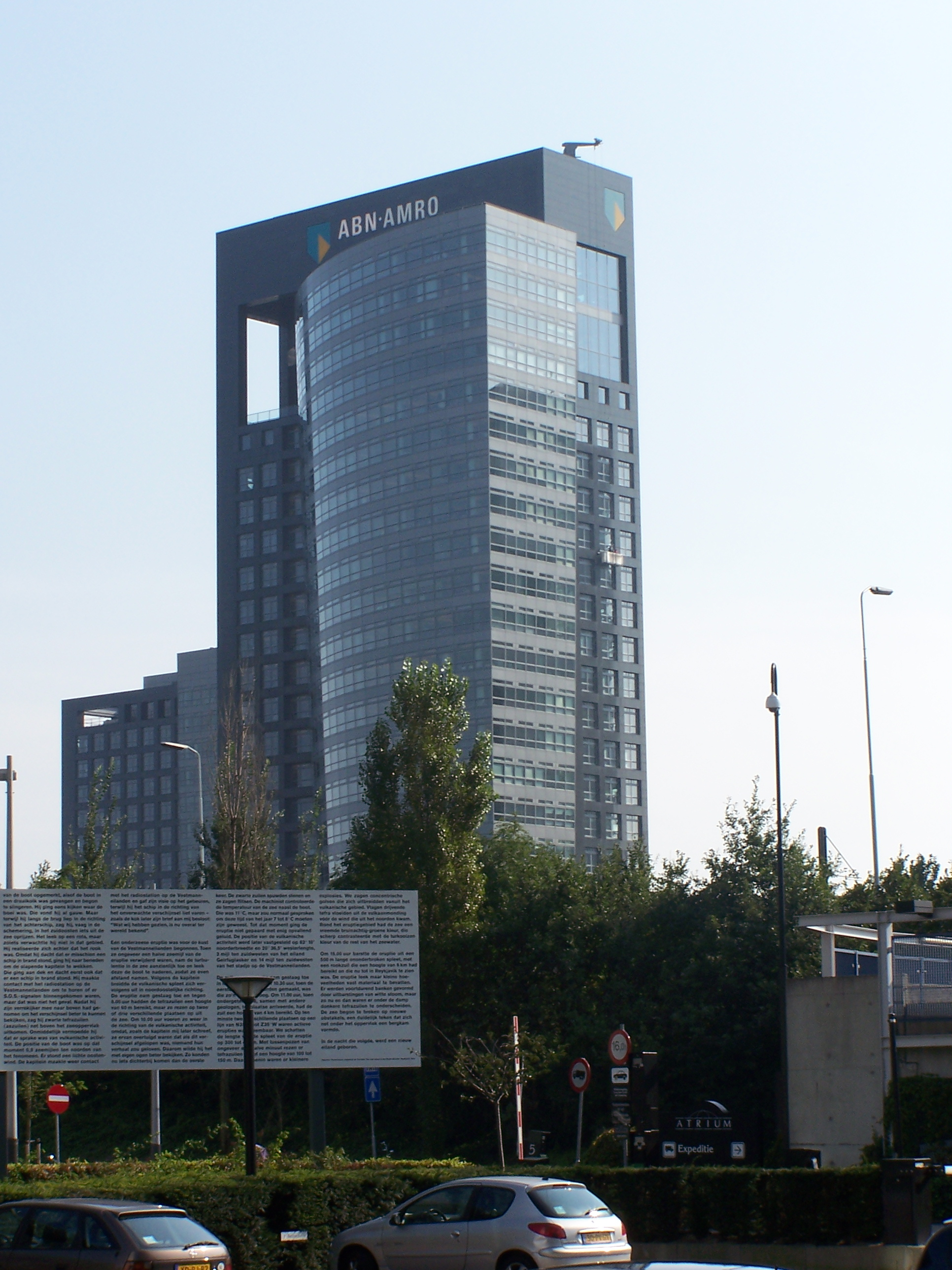
ABN Amros huvudkontor i Amsterdam.

ABN Amro, stiliserat som ABN AMRO, är en investmentbank med säte i Nederländerna. Den svenska verksamheten, tidigare Alfred Berg, köptes upp 1995. Under tio år fortsatte den lokala verksamheten under namnet Alfred Berg, men sedan juni 2006 används moderbolagets beteckning.